# Ряжский, Григорий Викторович
Григорий Викторович Ряжский (род. 22 мая 1953 года) — российский писатель, сценарист и продюсер.

## Биография
Григорий Ряжский родился 22 мая 1953 года. Окончил Московский горный институт в 1975 году. и Высшие курсы английского языка при Комитете по экономическим связям в 1981 году. В 1981—1982 годах — литературный секретарь, в 1983—1988 — старший администратор, зам. директора картины, директор картины на киностудии «Мосфильм». В 1988 году стал одним из основателей независимой кинокомпании «Фора-фильм». С 1991 года генеральный директор кинокомпании «Патмос». С 1995 года — независимый продюсер.
Пишет прозу с 2000 года. Помимо романов Григорий Ряжский является автором сценариев и короткой прозы, которая в разное время была опубликована в журналах «Знамя», «Урал», «Октябрь», «Playboy», «Киносценарии», «Этажи», «Новый Континент».

### Семья
- Двоюродная сестра — писательница Людмила Улицкая (р. 1943).[1]

## Награды и премии
- «Ника» за фильм «Немой свидетель» (номинация «Лучший продюсер года», 1994; вместе с Александром Атанесяном)[2]
- Специальный приз сценарного конкурса «Нормальная жизнь в нормальной стране» за телефильм «Родственный обмен»
- Приз «За вклад в развитие кинопредпринимательства в России»

## Фильмография

### Сценарист
1. 1999 — Умирать легко
2. 2004 — Родственный обмен
3. 2004 — Четыре Любови
4. 2005 — Дети Ванюхина
5. 2006 — Точка
6. 2007 — Ниоткуда с любовью, или Весёлые похороны
7. 2010 — Дом образцового содержания

### Продюсер
1. 1991 — Гениальная идея
2. 1994 — Немой свидетель
3. 1994 — Три сестры
4. 1995 — Пейзаж с тремя купальщицами
5. 1999 — Умирать легко
6. 1999 — Женщин обижать не рекомендуется
7. 2004 — Четыре Любови
8. 2007 — Ниоткуда с любовью, или Весёлые похороны
9. 2010 — Дом образцового содержания